# Pritaneo de Éfeso
El Pritaneo de Éfeso era un antiguo pritaneo de la ciudad de Éfeso en Asia Menor, en la actual Turquía. Sus ruinas forman parte del yacimiento arqueológico de Éfeso, declarado Patrimonio de la Humanidad por la Unesco.
Se construyó originalmente en tiempos de Lisímaco, a principios del período helenístico, en los primeros años del siglo III a. C. Fue reconstruido en tiempos del Imperio romano, bajo el emperador Augusto, es decir, alrededor del comienzo de la Era común, del que sobreviven los restos del edificio hasta nuestros días. Era utilizado por los principales funcionarios de la ciudad y era el lugar donde se celebraban las fiestas oficiales de la ciudad-Estado.

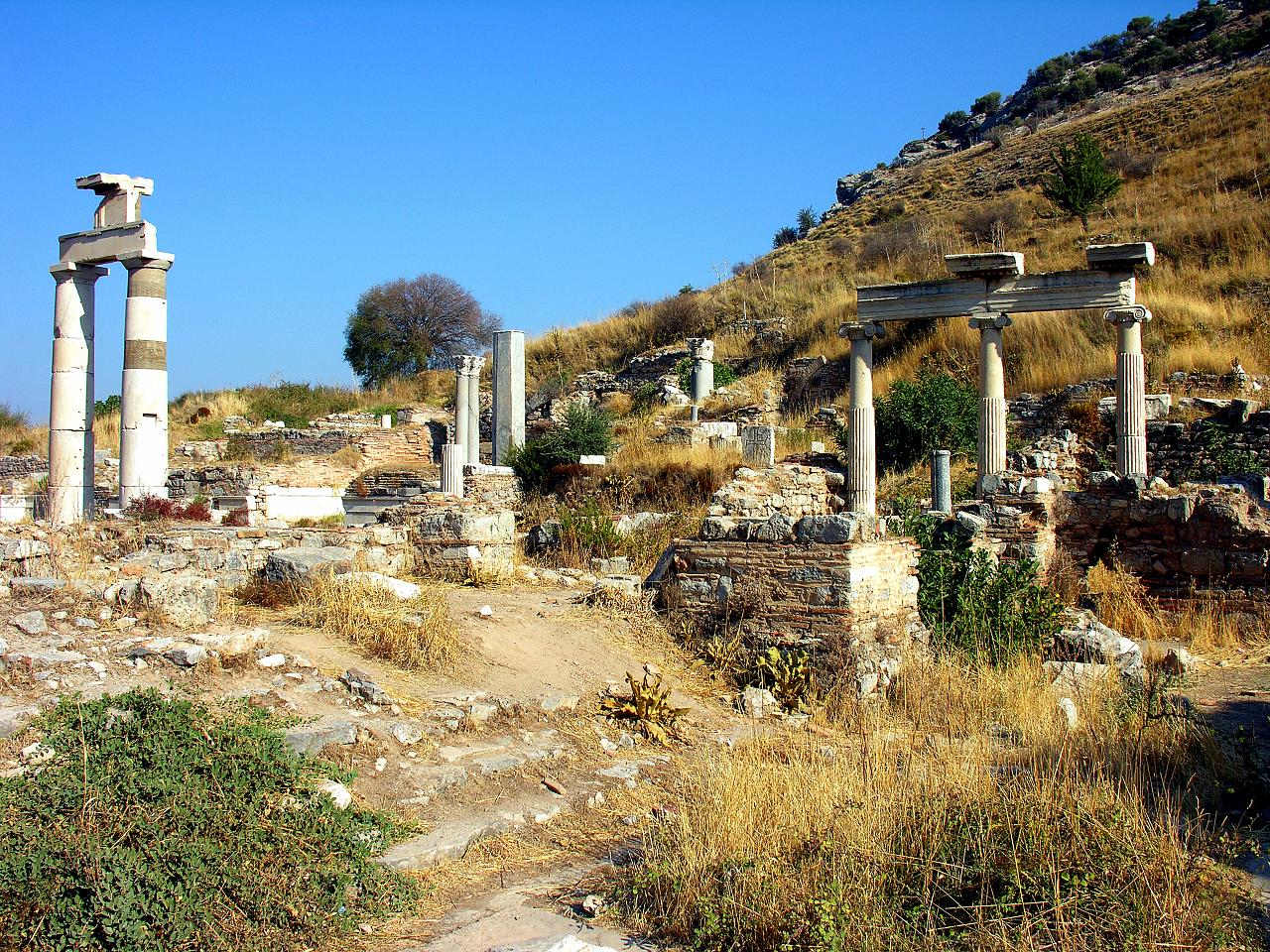
Restos.

Estaba situado en el lado norte del Ágora administrativa de Éfeso. Era de estilo dórico, con seis columnas en su fachada. En el lado de la fachada había un patio peristilar de unos 26 × 22 m. Su columnata norte servía de entrada al propio edificio. La sala central del Pritaneo estaba rodeada por una serie de salas más pequeñas. Estaba dedicado al culto de Hestia y posteriormente a los cultos de Démeter Carpóforo y Apolo Manteo. El santuario tenía columnas de orden compuesto en las esquinas, que se añadieron en la  primera década del siglo III d. C.. El espacio albergaba el fuego sagrado hestia de la ciudad.
Fue destruido por un terremoto en el siglo IV d. C. En sus ruinas se encontraron tres estatuas de Artemisa de Éfeso, enterradas ritualmente allí. Las estatuas se encuentran actualmente en el Museo Arqueológico de Éfeso. Además, en el yacimiento se han encontrado numerosas inscripciones que arrojan luz sobre los cultos de la ciudad. Algunas de las columnas de las puertas del edificio han sido reconstruidas.
En el lado sur del Pritaneo estaba la llamada Basílica-estoa y detrás de ella el Ágora , en el lado este Peristilo rodio el témenos y en el lado este el Buleuterio, también llamado el Odeón.